# Corismato mutasi
La corismato mutasi è un enzima numero EC 5.4.99.5 appartenente alla classe delle isomerasi, che catalizza la seguente reazione di isomerizzazione:
corismato {\displaystyle \rightleftharpoons } prefenato